# Râul Valea Orățiilor
Râul Valea Orățiilor este un curs de apă, afluent al râului Dâmbovița. 